# Figli di Ramses II

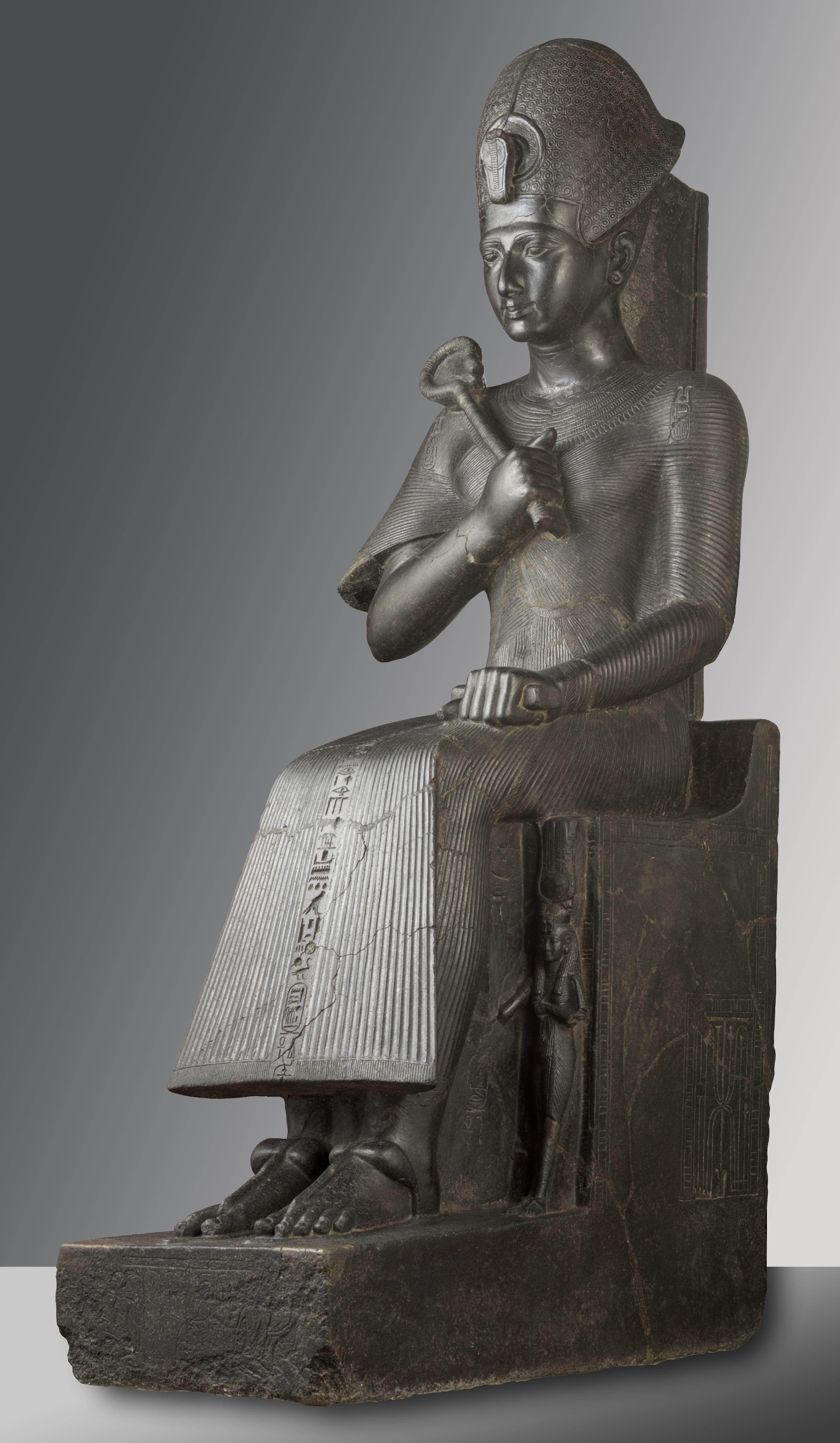
Statua di Ramses II in granodiorite. Torino, Museo egizio.

L'antico faraone egizio Ramses II (1303 - 1213 a.C.) ebbe un numero enorme di figli: tra i 48 e 50 figli maschi e tra le 40 e 53 figlie femmine, che fece rappresentare orgogliosamente su vari monumenti per dare un’immagine chiara della propria impressionante fertilità, che egli vedeva come un aspetto importante del suo ruolo di faraone nonché collegata alla fertilità dell'Egitto e del Nilo. 
Apparentemente, Ramses II non fece distinzione tra la prole generata con le sue due spose principali - le Grandi Spose Reali e regine Nefertari e Isinofret - e quella generata con le altre Grandi Spose Reali. I maschi primogeniti e le prime figlie di entrambe le regine hanno statue all'ingresso del Tempio maggiore di Abu Simbel, mentre i soli figli di Nefertari sono raffigurati nel Tempio minore, dedicato a lei. Oltre a Nefertari e Isinofret, Ramses ebbe altre sei Grandi Spose Reali nel corso di un lunghissimo regno (durato 67 anni): le sue figlie Bintanath, Meritamon, Nebettaui e Henutmira (quest'ultima, secondo altri, fu sua sorella), e due figlie di Hattušili III, re degli Ittiti, Maat-Hor-Neferura e un'altra. A eccezione di quello con Bintanath (sulla cui figlia sussistono dubbi sia riguardo l'esistenza e l'effettiva parentela che la paternità), non sembra che siano nati figli dai matrimoni incestuosi con le sue figlie, rafforzando la teoria secondo cui i matrimoni padre-figlia, a differenza di quelli fratello-sorella, erano puramente a scopo religioso-rituale e non venivano consumati carnalmente.  

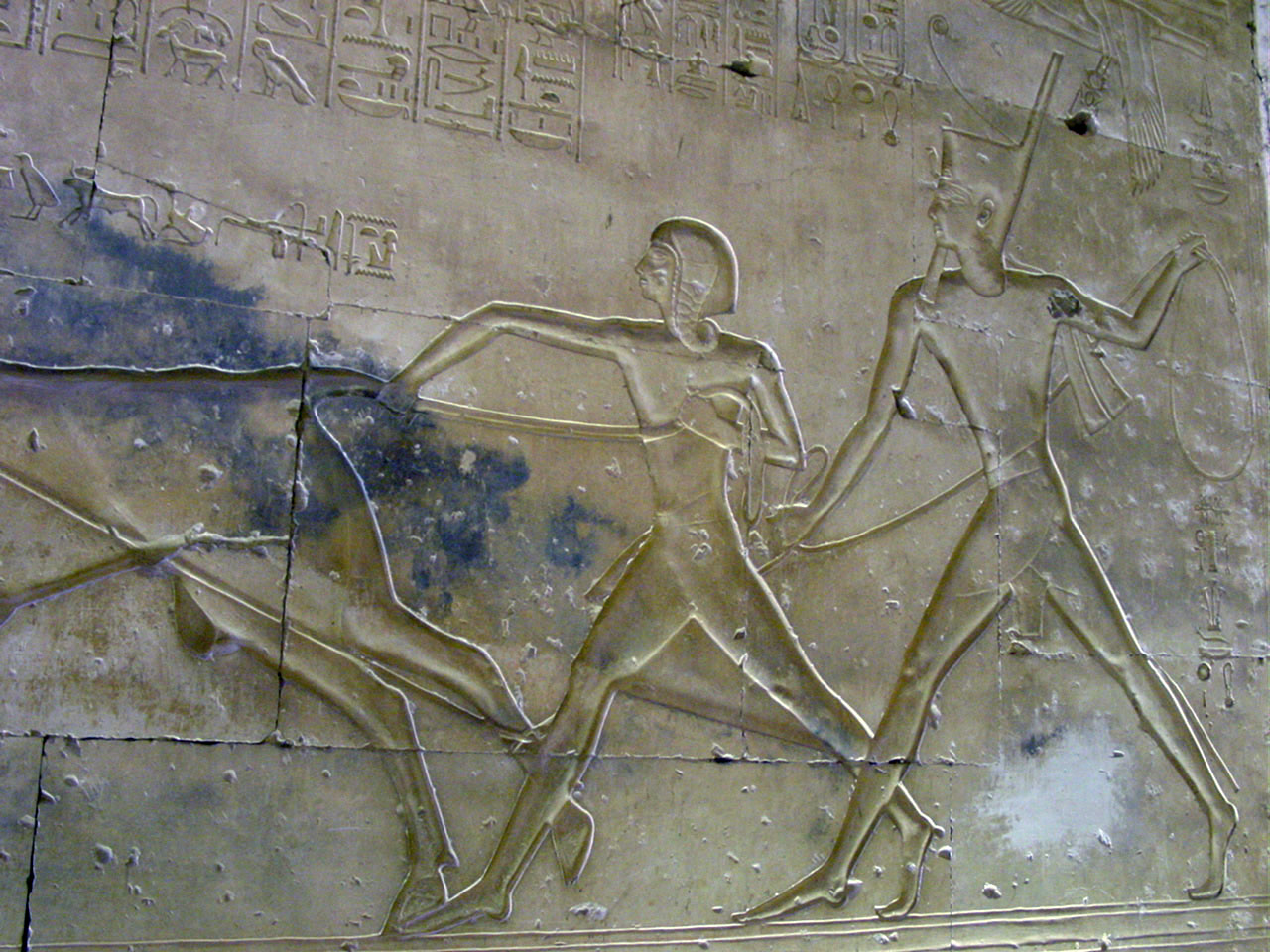
Rilievo raffigurante Ramses II e il primogenito Amonherkhepshef in un rilievo ad Abido.

Il gruppo dei primissimi figli di Ramses compare usualmente nel medesimo ordine nelle raffigurazioni. Liste di principi e principesse reali sono state rinvenute, in tal senso, nel Ramesseum e a Luxor, Abido e Uadi es-Sebua. Altri nomi sono noti tramite ostraka, tombe e altre fonti. I figli di Ramses II compaiono in rappresentazioni di battaglie e trionfi, come la Battaglia di Qadeš e l'assedio della città siriana di Dapur - anche nei primissimi anni del suo regno (rispettivamente il 5º e 10º anno di regno): si intuisce così che un certo numero di essi nacque prima che Ramses ascendesse al trono, nel 1279 a.C. Molti dei figli furono sepolti nella tomba KV5, nella Valle dei Re. 
L'abitudine di Ramses II di rappresentare la sua prole su numerosi monumenti sembra in contraddizione con l'antica usanza di far passare i figli del re sotto un relativo silenzio, a meno che non fossero investiti di ruoli e titoli importanti. Ramses sorpassò, forse, tale usanza per il fatto che la sua famiglia non era di nobile origine (suo nonno, Ramses I era un militare divenuto faraone inaspettatamente e in tarda età) e perché voleva appunto porre l'accento sul loro status regale.

## Figli
1. Amonherkhepshef ("Amon è col Suo forte braccio"), figlio primogenito di Nefertari; principe ereditario fino alla sua morte nel 26º anno di regno del padre (1253 a.C.)[6] Forse il nome di Sethherkhepeshef si riferisce a lui.
2. Ramses ("Nato da Ra"), figlio primogenito di Isinofret, fu principe ereditario tra il 25º e 50º anno di regno (1229 a.C.) del padre.
3. Pareheruenemef ("Ra è col Suo braccio destro"), secondo figlio di Nefertari. Appare nelle immagini di trionfo dopo la Battaglia di Qadeš e nel Tempio minore di Abu Simbel. Non fu mai principe ereditario: probabilmente premorì ai suoi fratelli più anziani[7].
4. Khaemuaset ("Colui che appare a Tebe"), secondo figlio di Isinofret, "il primo egittologo"[8] (studiò e restaurò, per esempio, una statua del principe Kauab, figlio del faraone Cheope, vissuto ben 13 secoli prima[9]), fu principe ereditario fino al 55º anno di regno del padre (1224 a.C.)
5. Montuherkhepshef ("Montu è col Suo forte braccio") è menzionato in una stele a Bubasti, mentre una sua statua è a Copenaghen. Fu presente all'assedio di Dapur.
6. Nebenkharu, presente alla battaglia di Qadeš.
7. Meriamon o Ramses Meryamon ("Amato da Amon"), presente a Qadeš e a Dapur, i suoi vasi canopi sono stati rinvenuti nella KV5[10].
8. Amonemuia o Sethemuia ("Amon/Seth è sulla Divina Barca"), appare a Dapur. Mutò il proprio nome ponendo Amon al posto di Seth quando suo fratello Amonherkhepshef fece lo stesso[6].
9. Seti ("Egli è di Seth"), parimenti presente a Qadeš e Dapur. Fu sepolto nella KV5, ove furono ritrovati i suoi vasi canopi, intorno al 53º anno (1226 a.C.)
10. Setepenra ("Scelto da Ra"), presente a Dapur.
11. Meryre ("Amato da Ra"), figlio di Nefertari. Probabilmente morì in giovane età e forse un fratello ne ricevette il suo nome in suo onore.
12. Horheruenemef ("Horus è col Suo braccio destro")
13. Merenptah ("Amato da Ptah"), figlio di Isinofret, principe ereditario dopo il 55º anno di regno del padre (1224 a.C.), gli successe come faraone[11].
14. Amenhotep ("Amon è contento").
15. Itamon ("Amon è il Padre").
16. Meriatum ("Amato da Atum"), figlio di Nefertari. Sommo Sacerdote di Eliopoli[10].
17. Nebentaneb/Nebtaneb ("Signore di Tutte le Terre").
18. Merira.
19. Amonemopet ("Amon alla Festa di Opet")
20. Senakhtenamon ("Amon Gli dà forza"), probabilmente risiedette a Menfi.
21. Ramses-Merenra ("Nato da Ra, Amato da Ra")
22. Djehutimes/Thutmosi ("Nato da Thot").
23. Simontu ("Figlio di Montu"), fu ispettore delle vigne reali di Menfi. Sposò Iryet, figlia del capitano siriano Benanath[12].
24. Montuemuaset ("Montu a Tebe").
25. Siamon ("Figlio di Amon").
26. (Ramses)-Siptah ("Figlio di Ptah") probabilmente figlio di una sposa secondaria di nome Sutererey. Compaiono in un rilievo al Louvre. A Firenze è conservato un Libro dei morti che gli appartenne.
27. sconosciuto
28. Montuenheqau ("Montu è con Quelli che governano").

I seguenti figli sono noti grazie a fonti diverse dalle liste ufficiali.
- Astarteheruenemef ("Astarte è col Suo forte braccio"), compare su un blocco di pietra proveniente dal Ramesseum, riutilizzato a Medinet Habu. Il suo nome ha un'evidente influenza asiatica, come quello di Bintanath[6].
- Geregtaui ("La Pace delle Due Terre"), compare su un blocco di pietra proveniente dal Ramesseum, riutilizzato a Medinet Habu[6].
- Merimontu ("Amato da Montu"), fu rappresentato a Uadi es-Sebua e Abido[10].
- Neben[...], menzionato in un ostrakon che si trova al Cairo[10].
- [Ramses-…]para, è il 20° nella lista dei principi di Abido, che mostra un ordine leggermente diverso dalle altre liste[7].
- Ramses-Maatptah (“Nato da Ra, Giustizia di Ptah”), noto solo grazie a una lettera nella quale il servitore di palazzo Meryotef lo rimprovera[7].
- Ramses-Meretmira ("Egli è amabile come Ra"), è 48° nella processione reale di Wadi es-Sebua[7].
- Ramses-Meriamon-Nebueben è noto per le iscrizioni del suo sarcofago[7].
- Ramses-Meriastarte ("Nato da Ra, Amato da Astarte"), è il 26° nella processione di Abido[13].
- Ramses-Merimaat ("Nato da Ra, Amato da Maat"), è il 25° nella processione di Abido[13].
- Ramses-Meriseth ("Nato da Ra, Amato da Seth"), compare su un blocco di pietra proveniente dal Ramesseum, riutilizzato a Medinet Habu. 23° nella lista di Abido, figura anche su una stele, un architrave e uno stipite[13].
- Ramses-Paitnetjer ("Nato da Ra, è sacerdote"), menzionato in un ostrakon che si trova al Cairo[13].
- Ramses-Siatum ("Nato da Ra, Figlio di Atum"), è il 19° nella processione di Abido[13].
- Ramses-Sikhepri ("Nato da Ra, Figlio di Khepri"), è il 24° nella processione di Abido[13].
- (Ramses)-Userkhepesh ("Nato da Ra, Forte è il Suo braccio"), è il 22° nella processione di Abido[13].
- Ramses-Userpehti ("Nato da Ra, Forte di possanza"), forse figlio di Ramses II. Si è rinvenuta una sua menzione a Menfi e su una placca[13].
- Seshnesuen[…] e Sethemhir[…], menzionati in un ostrakon che si trova al Cairo[13].
- [Seth]emnakht ("Seth è campione") e Shepsemiunu ("Il Nobile di Eliopoli"), compare su un blocco di pietra proveniente dal Ramesseum, riutilizzato a Medinet Habu[13].
- Uermaa[…], menzionato in un ostrakon che si trova al Cairo.

## Figlie
Rispetto a quello dei figli maschi, l'ordine delle nascite delle figlie femmine è più difficile da determinare. Le prime dieci di esse appaiono sempre nel medesimo ordine. Molte di loro ci sono note solo grazie a una lista ad Abido e ad ostraka. Le sei principesse più anziane hanno statue all'entrata del Tempio maggiore di Abu Simbel.
1. Bintanath ("Figlia di Anat"), figlia di Isinofret.
2. Baketmut ("Ancella di Mut"), forse figlia di Nefertari.
3. Nefertari ("La più bella"), forse figlia di Nefertari e sposa di Amonherkhepshef.
4. Meritamon ("Amata da Amon"), figlia di Nefertari, poi Grande Sposa Reale del padre. Forse è la più nota delle figlie di Ramses II[10].
5. Nebettaui ("Signora delle Due Terre"), forse figlia di Nefertari, poi Grande Sposa Reale del padre[14].
6. Isinofret ("La bella Iside"), figlia di Isinofret, è nota anche grazie a una lettera nella quale due cantanti si informano della sua morte. Probabilmente fu la consorte del successivo faraone, suo fratello Merenptah - ma non è da escludere che la sposa di questi fu l’omonima figlia di Khaemuaset[11].
7. Henuttaui ("Signora delle Due Terre"), figlia di Nefertari.
8. Uerenro
9. Nedjemmut ("Dolce è Mut").
10. Pipui è forse la stessa nobildonna che fu figlia di un certo Iwi e risepolta con un gruppo di principesse della XVIII dinastia egizia, a Sheikh Abd el-Qurna.

Dalla processione di figlie a Luxor: Nebetiunet ("Signora di Dendera", 11.), Renpetnefer/Parerenpetnefer (12.), Meritkhet (13.), Nebet[…]h[…]a (14.), Mut-Tuia (15.), Meritptah (“Amata da Ptah”, 16.)
Dalla processione di Abido: Nubher[…] (18.), Shehiriotes (19.), Henut[…] (20.), Merytmihapi (“Amata come Hapy”, 22.), Meritites (“Amata da Suo Padre”, 23.), Nubemiunu (24.), Henutsekhemu (“Padrona dei Poteri”, 25.), Henutpahuro[…] (26.), Neferura (“Bellezza di Ra”, figlia di Maathorneferura, 31.), Meritnetjer (“Amata dal dio”, 32.), […]khesbed (16. nella seconda processione di Abido)
Da Wadi es-Sebua: Henutpara[…] (58.), Nebetnehat (59.)
Da ostraka al Museo del Louvre: […]taueret (3.), Henuttaneb (“Padrona di Tutte le Terre”, 4.), Tuya (5.), Henuttadesh (6.), Hetepenamon (“Pace di Amon”, 7.), Nebetimmunedjem (8.), Henuttamehu ("Signora del Basso Egitto”, 9.), Nebetananash (10.), Sitamon (“Figlia di Amon”, 11.), Tia-Sitra (Figlia di Ra”, 12.), Tuya-Nebettaui (13.), Takhat (probabilmente la sposa di Seti II; 14.), Nubemueskhet (15.).

## Galleria d'immagini

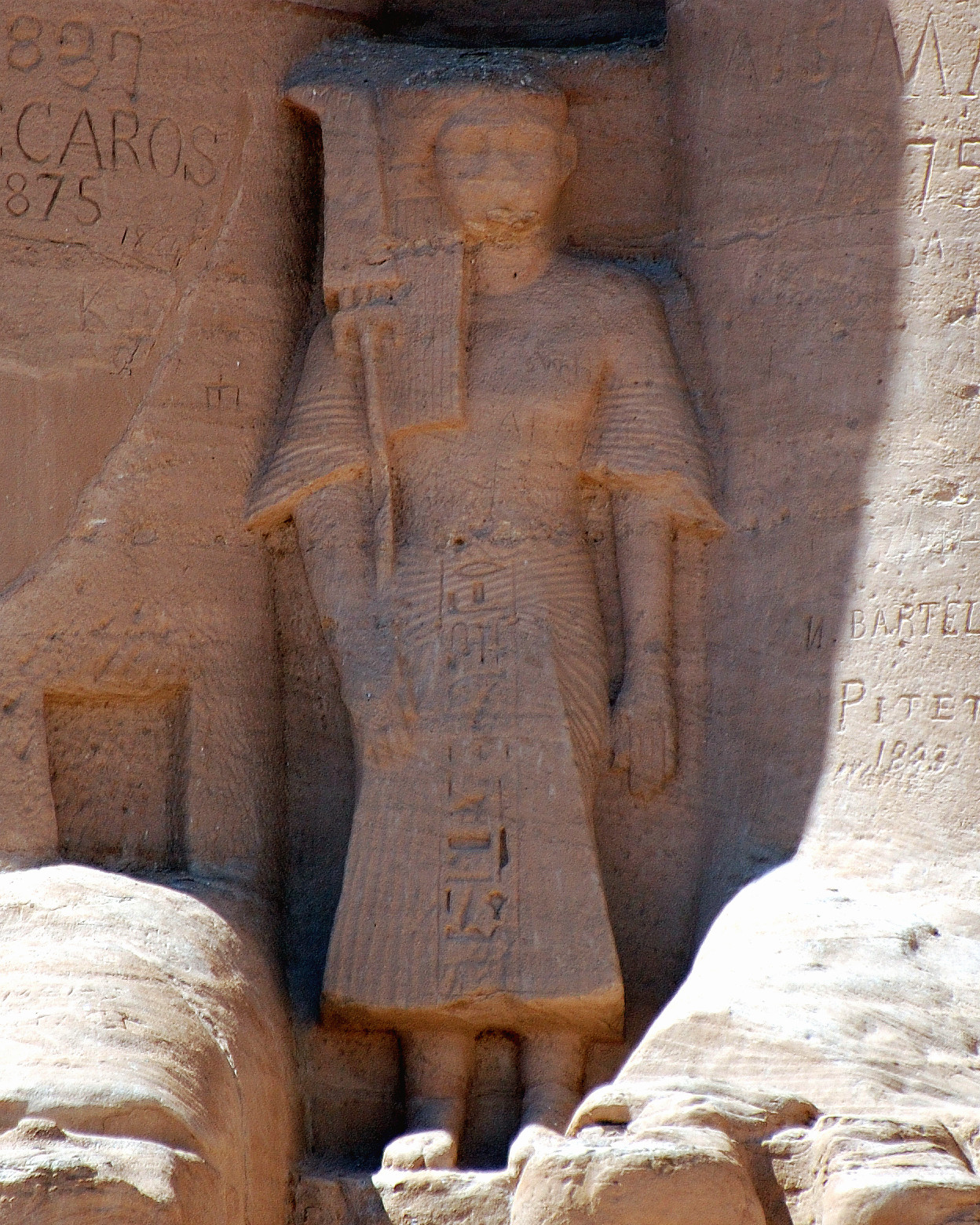
Il principe Amonherkhepshef sulla facciata del Tempio maggiore di Abu Simbel.
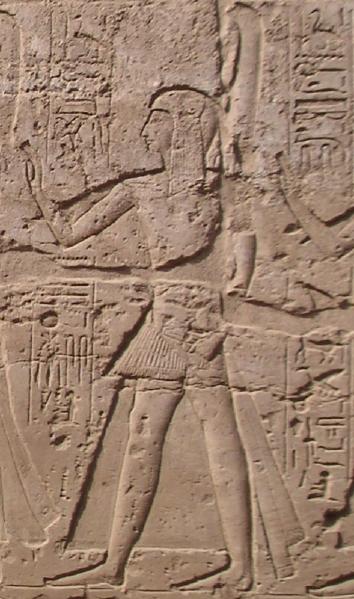
Rilievo del principe Ramses B. Tempio di Luxor.
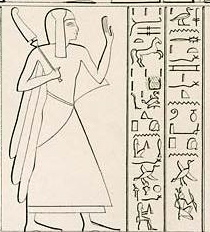
Riproduzione di un rilievo del principe Pareheruenemef. Tempio di Luxor.
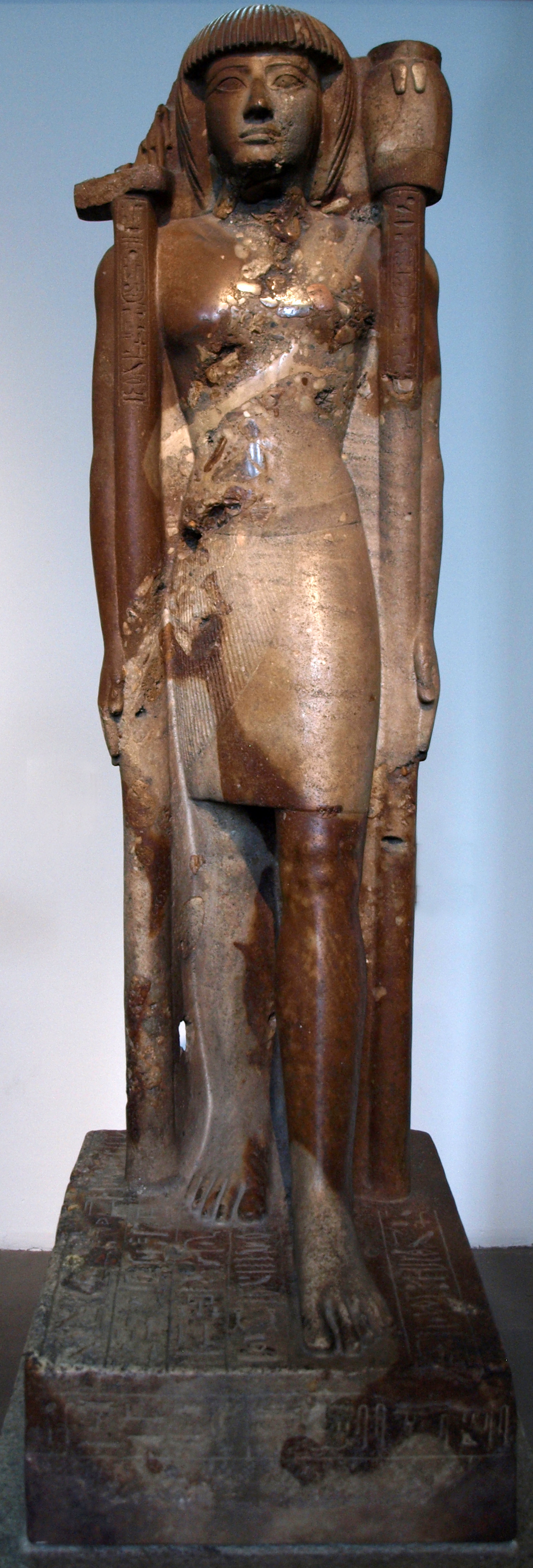
Statua del principe Khaemuaset. British Museum, Londra.
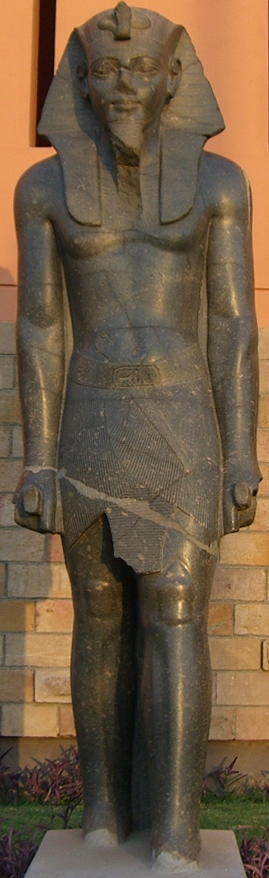
Statua di Merenptah come faraone. Museo di Luxor.
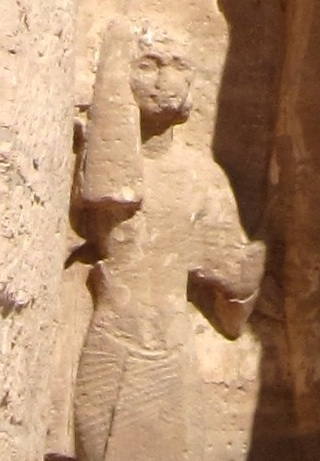
Il principe Meriatum sulla facciata del Tempio minore di Abu Simbel.
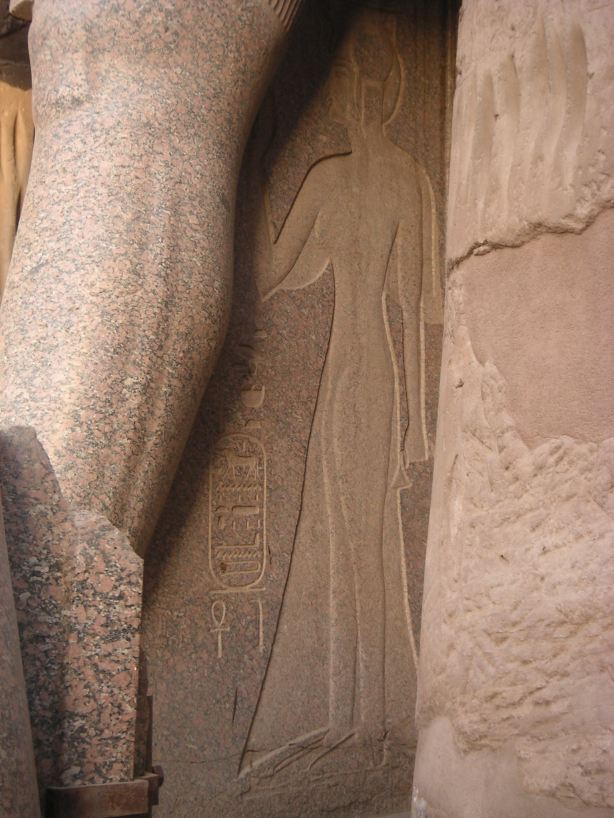
Rilievo della principessa e regina Bintanath su un colosso di Ramses II. Luxor.
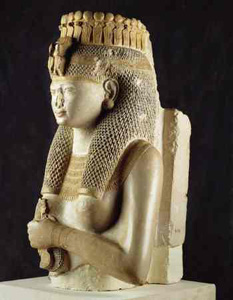
Statua, soprannominata "Regina bianca", di Meritamon. Museo egizio del Cairo.
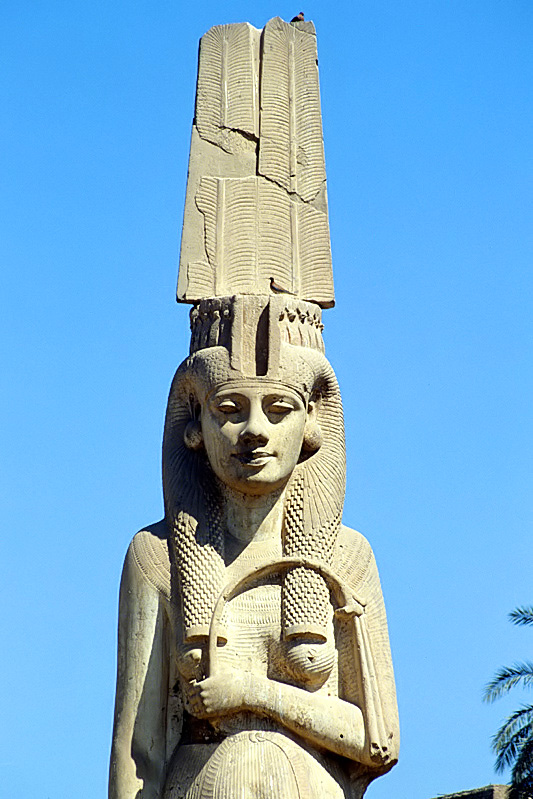
Colosso della principessa e regina Meritamon ad Akhmim.
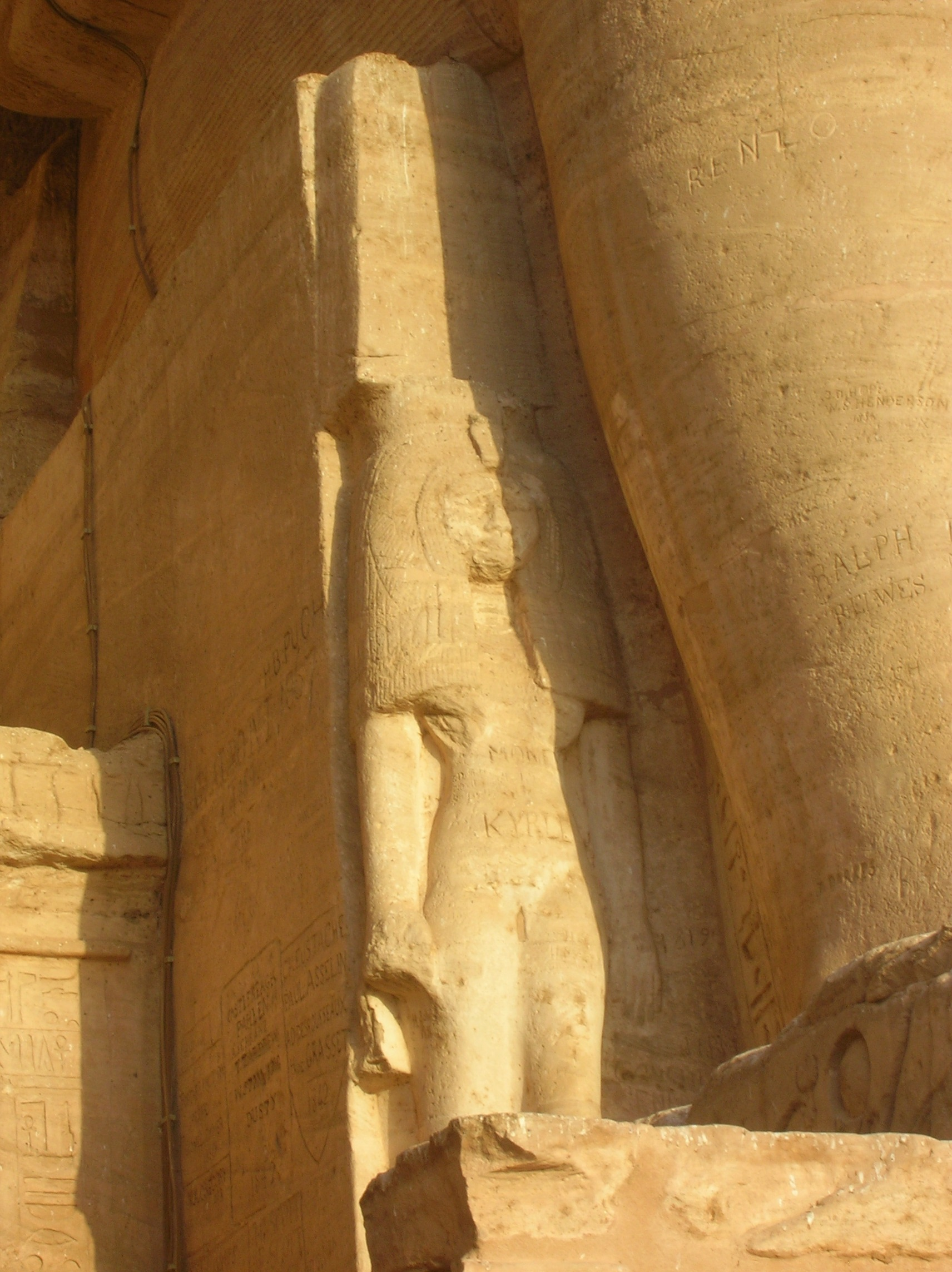
La principessa e regina Nebettaui sulla facciata del Tempio maggiore di Abu Simbel.
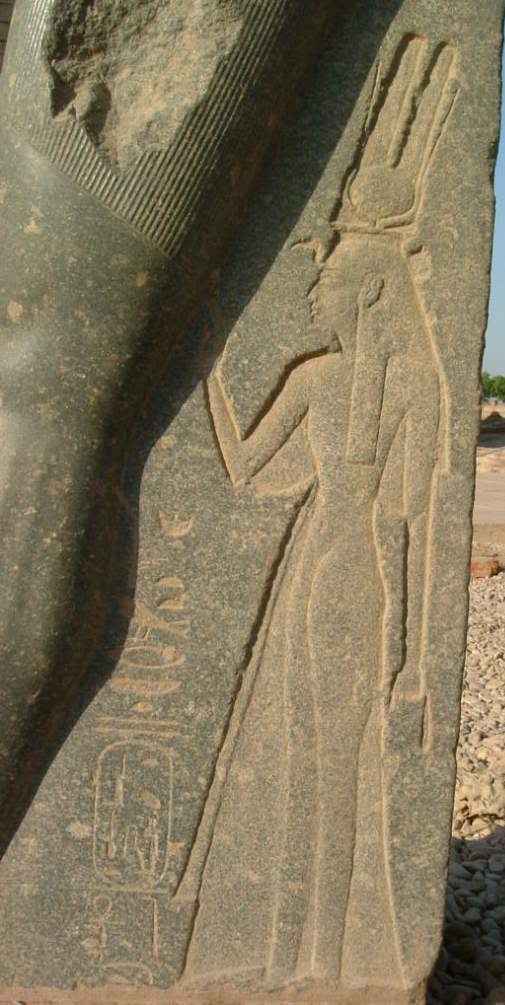
La principessa e regina Isinofret II su un colosso di Merenptah.
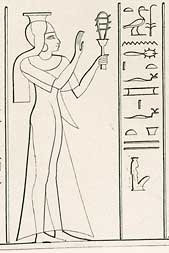
Riproduzione di un rilievo della principessa Henuttaui, dal Tempio maggiore di Abu Simbel.